# ムラード・バフシュ
ムラード・バフシュ（Murad Bakhsh、ウルドゥー語：مُراد بخش、1624年10月9日 - 1661年12月14日）は、北インド、ムガル帝国の皇帝シャー・ジャハーンの四男（3人の夭折した兄を含めると七男）。母はムムターズ・マハル。

## 生涯

### 幼少期・青年期
1624年10月9日、ムラード・バフシュはムガル帝国の皇帝シャー・ジャハーンとその妃ムムターズ・マハルの息子として、ビハール南部のロータースガル城で生まれた。
1642年にムラード・バフシュはムルターンの太守に任命されたのをはじめ、バルフ、デカン、カーブル、1654年3月には グジャラート太守とマールワー太守に任命された。
1652年7月20日、ムラード・バフシュはサファヴィー朝の流れをくむシャー・ナワーズ・ハーンの娘サキーナ・バーヌー・ベーグムと結婚した。彼女はアウラングゼーブの妃ディラース・バーヌー・ベーグムの妹である。

### 皇位継承戦争において

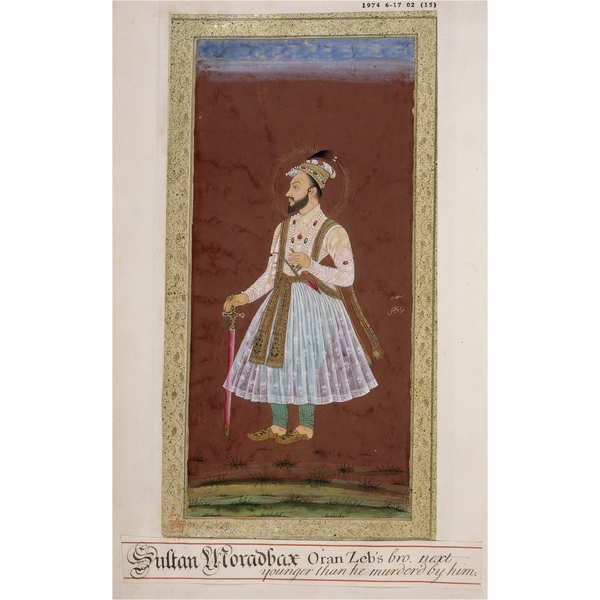
ムラード・バフシュ

1657年9月、父帝シャー・ジャハーンが重病で倒れると、ムラード・バフシュは皇位をめぐって三人の兄ダーラー・シコー、シャー・シュジャー、アウラングゼーブと争うこととなった。
その際、ムラード・バフシュはグジャラートのスーラトを攻め、その町の長官を降伏させ、スーラト城を略奪をした。その際、オランダ人から地雷を爆発させるという新発明を教わり、その技術を以てスーラトの城壁を爆破することに成功したという。
ムラード・バフシュがスーラト略奪によりある程度の金品を得たことは事実であり、彼に味方した人物に金品を分け与え、兵士らには給与を与え、さらに力をつけたという。また、彼が莫大な財宝を発見したという噂もインド中へと広まった。
とはいえ、フランスの歴史家フランソワ・ベルニエは、彼がうわさに聞いて想像していたほどの多額の金を発見できなかった、と語っている。金の行方に関しては、もともとそこにそんな大金はなかったか、町の長官が横領していたのだという。
そして、11月30日にムラード・バフシュは父帝重病を理由に、アフマダーバードで皇帝を宣言した。のち、彼は兄アウラングゼーブから度々打診されていたシンド、パンジャーブ、カシミール、アフガニスタンを分け与えることによる同盟を受け入れた。もとより、末弟のムラード・バフシュはあまり裕福でなく、勢力も小さかった。
1658年2月、病気から快復した父帝シャー・ジャハーンは討伐軍を送ったが、アウラングゼーブとムラード・バフシュの連合軍はこれを破った。
4月15日、アウラングゼーブとムラード・バフシュの連合軍は、兄ダーラー・シコーの派遣したジャスワント・シングとカーシム・ハーン率いる軍とウッジャイン近郊で戦闘を交えた（ダルマートプルの戦い）。両軍はナルマダー川を挟んで対峙したが、渡河をめぐる攻防では、川岸にはよじ登るのも大変な高所があり、川床には邪魔な岩があり、連合軍は攻めあぐねていた。このとき、ムラード・バフシュは大胆にも自ら川に飛び込み、その中を剛勇をふるって進み、彼の軍もその後に続いた。カーシム・ハーンはこれに驚いて逃げ、ジャスワント・シングも手勢のラージプート兵を失って脱出し、この日の戦いは連合軍の勝利に終わった。
6月8日、アウラングゼーブとムラード・バフシュの連合軍は、兄ダーラー・シコーとアーグラ近郊のサムーガルで戦闘を交えた（サムーガルの戦い）。ムラード・バフシュは戦闘中、ラージプートの武将ラーム・シング・ラートールに傷を負わされ、彼の乗っている象の腹帯を切られ始めた。だが、彼はラーム・シング・ラートールやその配下のラージプートらに激しく攻められながらも、一歩も引かずにひるまずに戦った。そして、同じ象に乗っていた息子のイザード・バフシュを庇いながらも、ラーム・シング・ラートールに一矢放ち殺害した。
その後、ラーム・シング・ラートールの兵士らが怒り狂い襲ってきたこともあり、ムラード・バフシュは傷の手当てのためにいったんその場を離れた。一方、戦いの方はダーラー・シュコーの軍の方で裏切りがあったために、連合軍の有利に傾き、この日の戦いも勝利に終わった。

### 裏切り

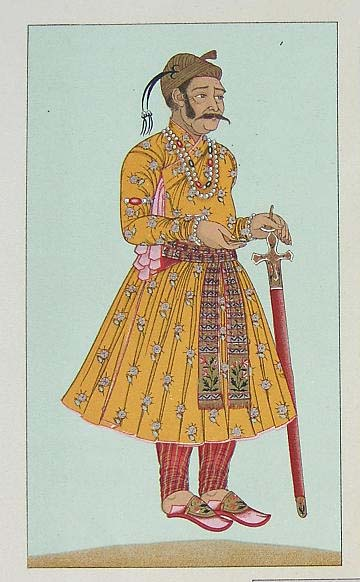
ムラード・バフシュ

戦闘後、ムラード・バフシュはアウラングゼーブとともにアーグラにすぐに入城し、シャー・ジャハーンを幽閉した。
ムラード・バフシュはアーグラを出てデリーへ向かう途中、ともに行軍していたアウラングゼーブに会おうと考えた。彼の家来からはアウラングゼーブは何かよからぬことを考えていると忠告を受け、宦官のシャー・バーズは特に忠告していた。
だが、7月7日の夜、ムラード・バフシュはマトゥラーでアウラングゼーブのテントへと訪れ、アウラングゼーブもまた敬意を以て接し、ともに夕食をとった。食事が終った頃、シーラーズの上質な葡萄酒が大瓶一本と、カーブルの葡萄酒が何本か運ばれ、大いに飲もうということとなった。
ムラード・バフシュはもともと大酒のみであり葡萄酒をすぐに飲み始めたが、アウラングゼーブは熱心なイスラーム教徒だったので、そばにいるミール・ハーンといった武将らと飲むように言ってテントを出た。ムラード・バフシュは葡萄酒をたらふく飲み、やがてぐっすりと寝込むと、ミール・ハーンはその召使らを退け、刀とシャムダルと呼ばれた短刀をその身から遠ざけた。アウラングゼーブはその後すぐに自ら彼を蹴って起こし、部下5、6人がとびかかって手足に鎖をつけた。
ムラード・バフシュは必死に叫んだがどうにもならなかった。彼はアウラングゼーブを信頼しすぎたのである。

### 幽閉と死

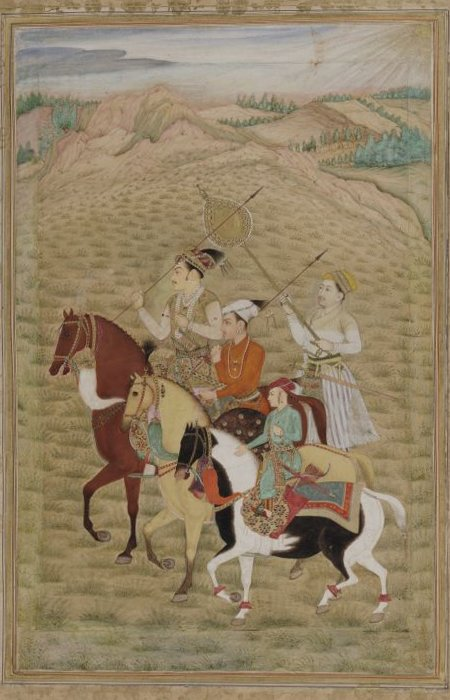
ムラード・バフシュ（下）、アウラングゼーブ（中央）、シャー・シュジャー（上）

ムラード・バフシュが叫び声をあげたため、一部の兵卒らが力ずくで中に入ろうとしたが、買収されていた者たちが説得して騒ぎを鎮めた。アウラングゼーブはまだ買収されてない者たちに夜を徹して贈り物を送り続け、その給料の増額を約束したため、そして彼らもまたこういったことがいずれ起こることを察知していたため、翌朝までに騒ぎは収まったという。
そして、7月31日、アウラングゼーブはデリーにおいて即位式を挙げ、ムガル帝国の皇帝となった。
一方、ムラード・バフシュはすぐさまデリーに送還されたのち、サリームガル城へと幽閉され、1659年1月からはグワーリヤル城へと幽閉された。
1661年12月14日、ムラード・バフシュはアウラングゼーブの命によりグワーリヤル城で処刑された。彼の救出計画が露見し、アウラングゼーブがその処刑が必要だと考えるようになったからだった。
ムラード・バフシュの処刑を担当したのは、彼がスーラトを占領して裕福な商人から力ずくで金を取り上げていたとき、殺害した町で裕福なサイイドの息子らであった。
サイイドの息子らはムラード・バフシュの首を求め、アウラングゼーブはこれに応じる形で殺害する命令を下し、グワーリヤル城に向かわせたのであった。
こうして、アウラングゼーブは聖なる法の下に正義を執行する形で、ムラード・バフシュを処刑したのである
。